# 柏木駅 (長野県)
柏木駅（かしわぎえき）は、かつて長野県北安曇郡会染村（現・池田町会染）にあった池田鉄道の駅（廃駅）である。

## 歴史
- 1926年（大正15年）9月21日：池田鉄道の全通により開業[1]。
- 1938年（昭和13年）6月6日：廃線により廃止[2]。

## 駅構造
単式ホーム1面1線を有した。

## 駅跡
個人の住宅や池田町の公共施設の駐車場になっている。

## 周辺
2025年時点で宅地が目立つ。

## 隣の駅
池田鉄道
会染駅 - 柏木駅 - 南池田駅